# Jean Gabin
Jean Gabin, rodným jménem Jean-Alexis Moncorgé (17. května 1904 Paříž – 15. listopadu 1976 Neuilly-sur-Seine, Hauts-de-Seine) byl francouzský divadelní a filmový herec a zpěvák.

## Život a kariéra

### Mládí
Narodil se v Paříži a vyrůstal ve vesničce Mériel v okrese Seine-et-Oise asi 35 kilometrů od Paříže. Byl synem kabaretních bavičů, matka zemřela, když mu bylo čtrnáct let. Nejprve pracoval jako dělník a pomocná síla, ale v devatenácti letech vstoupil na přání svého otce do showbusinessu v proslulém pařížském kabaretu Folies Bergère. Před tím, než odešel sloužit základní vojenskou službu v námořnictvu, pokračoval ve vystupování v rozličných menších rolích.
Po dokončení své vojenské služby v roce 1925 se oženil s herečkou Marie-Louise Bassetovou, jejich bezdětné manželství však trvalo jen čtyři roky. Vrátil se do zábavního průmyslu a pracoval pod uměleckým jménem Jean Gabin v téměř v každém z pařížských kabaretů, kromě toho vystupoval i v operetách. Stal se členem souboru, který cestoval po Jižní Americe, a po svém návratu do Francie našel práci v Moulin Rouge. Byl partnerem herečky a tanečnice Mistinguett. Díky svým výkonům se dostával do povědomí lidí,  dostavily se i lepší divadelní role, které vedly k jeho účinkování nejprve v krátkometrážních němých filmech (od roku 1928). Film ho lákal více než divadelní práce, protože se nerad učil dlouhé texty a před publikem trpěl trémou.

### Zvukový film a válka
O dva roky později přešel snadno po příchodu zvukového filmu ke společnosti Pathé Frères, kde natočil film Chacun sa chance. Hrál zde vedlejší role a v následujících čtyřech letech natočil asi tucet filmů. V roce 1933 zemřel jeho otec a Gabin se oženil tanečnicí Jeanne Mauchainovou.
Prvního uznání se mu dostalo až ve filmu Maria Chapdelaine režiséra Juliena Duviviera, se kterým pracoval od roku 1934. Romantický hrdina v jeho podání ve válečném dramatu La Bandera z roku 1936 z něj udělal hlavní hvězdu a následující Duvivierův film Pépé le Moko z roku 1937 mu získal mezinárodní věhlas. V témže roce natočil Jean Renoir svůj významný snímek Velká iluze, protiválečný film, který měl velký komerční úspěch a s příznivými kritikami běžel v New Yorku po šest měsíců.
Byl zahrnut nabídkami z amerického Hollywoodu, nicméně všechny je až do příchodu druhé světové války odmítal. S postupem německé okupace se přidal k Jeanu Renoirovi a Julienu Duvivierovi ve Spojených státech. Během jeho působení v Hollywoodu začal jeho milostný románek s americkou filmovou herečkou a zpěvačkou německého původu Marlene Dietrichovou. V roce 1943 bylo francouzským soudem zrušeno jeho druhé manželství. Nicméně jeho filmy natočené v Americe  příliš komerčně úspěšné nebyly. Jeho složitá osobnost a příliš velké ego mu v jeho hollywoodské kariéře dost uškodily, když pracoval pro RKO Pictures. Před začátkem jednoho z filmů například na poslední chvíli požadoval, aby jednu z hlavních rolí získala Marlene Dietrichová, což studio odmítlo. Když nechtěl ze svého požadavku slevit, byl vyhozen a filmování zrušeno.
V dubnu 1943 se přidal ke Svobodným Francouzům, francouzským osvobozeneckým silám generála Charlese de Gaulla a po boku západních spojenců pak bojoval v severní Africe. Účastnil se invaze v Normandii a byl jedním z těch, kteří osvobodili Paříž. Jako příslušník 2. francouzské tankové divize generála Leclerca a velitel tanku se dostal až k Hitlerovu Orlímu hnízdu v Berchtesgadenu. Na konci války byl vyznamenán Vojenským řádem a francouzským Válečným křížem.

### Po druhé světové válce

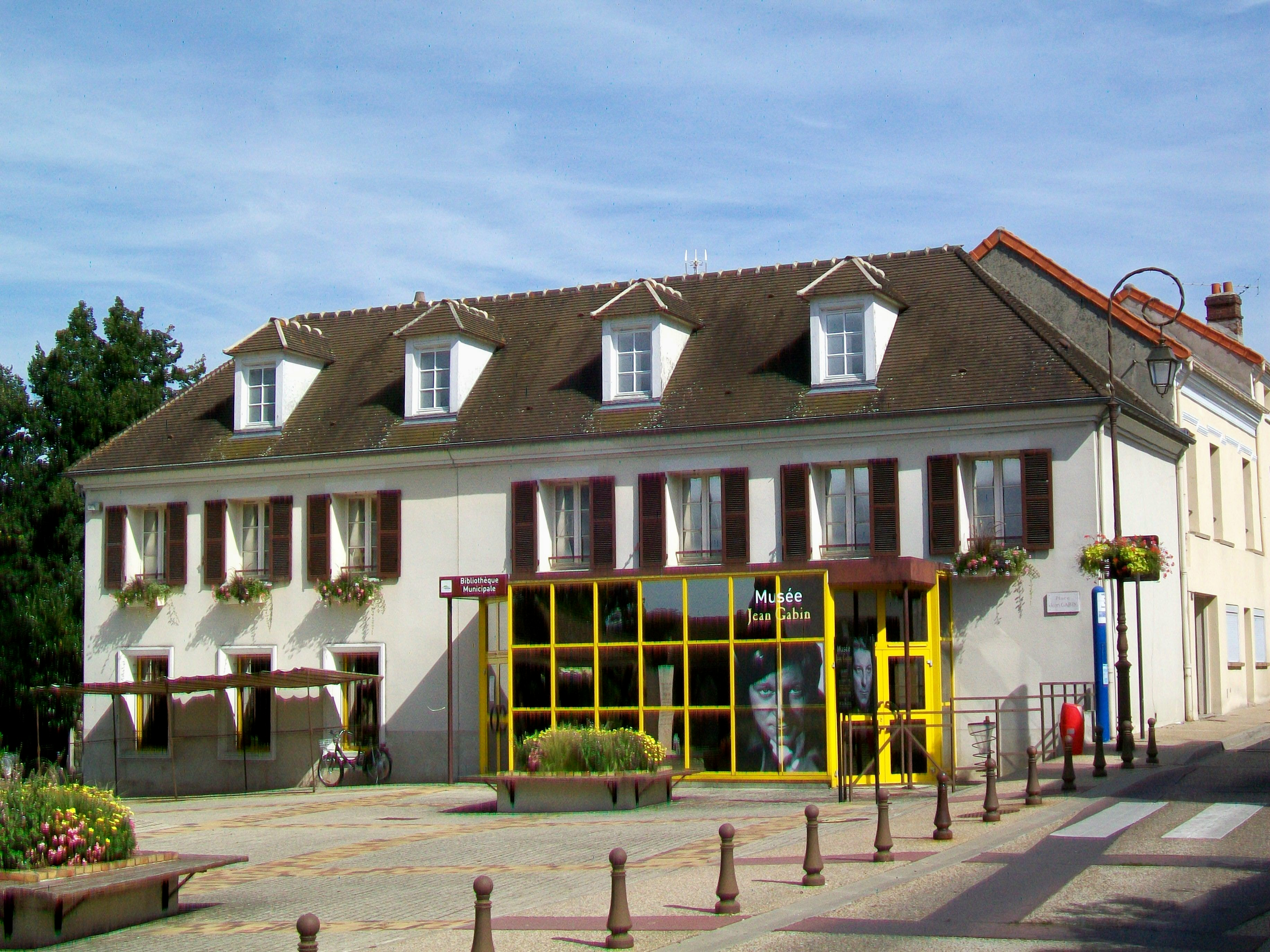
Muzeum Jeana Gabina v obci Mériel

Po válce musel v jednačtyřiceti letech začínat znovu. Hrál ve dvou filmech s Marlene Dietrichovou, ale jejich vztah již byl u konce. V roce 1949 se po krátké známosti oženil s Christiane Fournierovou, manekýnkou módního domu Lanvin. Měli spolu tři děti: Florence (1949), Valérie (1952) a Mathiase (1955).
V roce 1949 získal hlavní roli ve filmu Reného Clémenta Au-delà des grilles, který byl nominován na Oscara za nejlepší zahraniční film. Za roli ve filmu Noc je mým královstvím (1951) získal cenu pro nejlepšího herce na filmovém festivalu v Benátkách.
V roce 1952 si splnil svůj velký sen, když zakoupil v Normandii statek a začal se zde věnovat chovu koní. Začátkem 60. let se jeho statek La Pichonniere stal terčem protestů místních zemědělců. V roce 1976 ho krátce před svou smrtí prodal.
V roce 1954 dosáhl velkého úspěchu ve filmu Nesahejte na prachy režiséra Jacquese Beckera, který sklidil uznání rovněž u filmové kritiky a přinesl mu další ocenění na Benátském festivalu. Následovaly další úspěšné filmy padesátých let, jako Bídníci, Burziáni a především první  filmové detektivky s titulní postavou komisaře Maigreta. Také v posledních desetiletích jeho kariéry mu známost a věhlas vylepšily především divácky úspěšné kriminální filmy jako Paša, Sicilský klan, Slunce rošťáků nebo Dva muži ve městě. Zaujal i ve snímcích Tulák Archimedes či v situační komedii Tetovaný, jediném společném filmu s Louisem de Funèsem. Jeho úplně posledním filmem se stala kriminální komedie Svatý rok.
Po dobu své 40 leté herecké kariéry natočil přibližně stovku filmů. Jako jedna z největších hvězd francouzského filmu byl v roce 1960 jmenován důstojníkem Řádu čestné legie a v roce 1976 mu byla udělena další státní vyznamenání.
15. listopadu 1976 zemřel na leukémii v Americké nemocnici v Neuilly-sur-Seine. Na své přání byl kremován se všemi vojenskými poctami a jeho popel byl rozprášen do Atlantského oceánu nedaleko Brestu. Ve městě Mériel bylo zřízeno Muzeum Jeana Gabina s pamětními exponáty z dob jeho úspěšné filmové kariéry a vojenské slávy.
V roce 1987 mu byl posmrtně udělen Čestný César.

## Filmografie (výběr)
- 1935: Golgotha (Golgotha), režie Julien Duvivier
- 1935: Pevnost ztracených (La Bandera), režie Julien Duvivier
- 1936: Na dně (Les Bas-fonds), režie Jean Renoir
- 1937: Pépé le Moko (Pépé le Moko), režie Julien Duvivier
- 1937: Velká iluze (La Grande illusion), režie Jean Renoir
- 1938: Člověk bestie (La Bête humaine), režie Jean Renoir
- 1938: Nábřeží mlh (Le Quai des brumes), režie Marcel Carné
- 1939: Den začíná (Le Jour se lève), režie Marcel Carné
- 1941: SOS (Remorques), režie Jean Grémillon
- 1942: Přístav lásky (Moontide), režie Archie Mayo a Fritz Lang
- 1950: È più facile che un cammello... (È più facile che un cammello...), režie Luigi Zampa
- 1951: Noc je mým královstvím (La Nuit est mon royaume), režie Georges Lacombe
- 1952: Okamžik pravdy (La Minute de vérité), režie Jean Delannoy
- 1952: Radovánky (Le Plaisir), režie Max Ophüls
- 1954: Francouzský kankán (French Cancan), režie Jean Renoir
- 1954: Nesahejte na prachy (Touchez pas au grisbi), režie Jacques Becker
- 1955: Benzin a olej (Gas-Oil), režie Gilles Grangier
- 1955: Když je v Paříži noc (Razzia sur la Chnouf), režie Henri Decoin
- 1955: Napoléon (Napoléon), režie Sacha Guitry
- 1956: Napříč Paříží (La Traversée de Paris), režie Claude Autant-Lara
- 1956: Voici le temps des assassins (Voici le temps des assassins), režie Julien Duvivier
- 1956: Zločin a trest (Crime et châtiment), režie Georges Lampin
- 1957: Le Rouge est mis (Le Rouge est mis), režie Gilles Grangier
- 1957: Případ doktora Laurenta (Le Cas du Dr Laurent), režie Jean-Paul Le Chanois
- 1958: Bídníci (Les Misérables), režie Jean-Paul Le Chanois
- 1958: Burziáni (Les Grandes familles), režie Denys de La Patellière
- 1958: Maigret klade past (Maigret tend un piège), režie Jean Delannoy
- 1958: Noc a zmatek (Le Désordre et la nuit), režie Gilles Grangier
- 1958: V případě neštěstí (En cas de malheur), režie Claude Autant-Lara
- 1959: Luční ulice (Rue des Prairies), režie Denys de La Patellière
- 1959: Případ komisaře Maigreta (Maigret et l'affaire Saint-Fiacre), režie Jean Delannoy
- 1959: Tulák Archimedes (Archimède, le clochard), režie Gilles Grangier
- 1960: Stará garda (Les Vieux de la vieille), režie Gilles Grangier
- 1961: Le Cave se rebiffe (Le Cave se rebiffe), režie Gilles Grangier
- 1961: Le Président (Le Président), režie Henri Verneuil
- 1962: Gentleman z Epsomu (Le Gentleman d'Epsom), režie Gilles Grangier
- 1962: Opice v zimě (Un singe en hiver), režie Henri Verneuil
- 1963: Komisař Maigret zuří (Maigret voit rouge), režie Gilles Grangier
- 1963: Melodie podzemí (Mélodie en sous-sol), režie Henri Verneuil
- 1964: L'Âge ingrat (L'Âge ingrat), režie Gilles Grangier
- 1964: Monsieur (Monsieur), režie Jean-Paul Le Chanois
- 1965: Hrom do toho! (Le Tonnerre de Dieu), režie Denys de La Patellière
- 1966: Rvačka v Panamě (Du rififi à Paname), režie Denys de La Patellière
- 1966: Zahradník z Argenteuil (Le Jardinier d'Argenteuil), režie Jean-Paul Le Chanois
- 1967: Slunce rošťáků (Le Soleil des voyous), režie Jean Delannoy
- 1968: Paša (Le Pacha), režie Georges Lautner
- 1968: Tetovaný (Le Tatoué), režie Denys de La Patellière
- 1969: Sicilský klan (Le Clan des Siciliens), režie Georges Lautner
- 1969: Ve znamení býka (Sous le signe du taureau), režie Gilles Grangier
- 1970: Heroin (La Horse), režie Pierre Granier-Deferre
- 1971: Kočka (Le Chat), režie Pierre Granier-Deferre
- 1972: Zabiják (Le Tueur), režie Denys de La Patellière
- 1973: Dva muži ve městě (Deux hommes dans la ville), režie José Giovanni
- 1973: Případ Dominici (L'Affaire Dominici), režie Claude Bernard-Aubert
- 1974: Verdikt (Verdict), režie André Cayatte
- 1976: Svatý rok (L'Année sainte), režie Jean Girault